# Кунда, Максим
Макси́м Ку́нда (род. 1 августа 1989, Брест) — белорусский спортсмен, стрелок из лука. Участник летних Олимпийских игр 2008.

## Спортивная карьера

### Летние Олимпийские игры 2008
На квалификации соревнований по стрельбе из лука на летних Олимпийских играх 2008 в Пекине с результатом 646 был посеян 48-м. В 1-м раунде (1/32 финала) встретился с японским лучником Такахару Фурукава; оба спортсмена набрали 111 очков, в экстра-раунде Кунда превзошёл японца со счётом 19:18. Во 2-м раунде (1/16 финала) со счётом 112:110 победил лучника из Швеции Магнуса Петерссона. В 3-м раунде (1/8 финала) белорус уступил мексиканскому лучнику Хуану Рене Серрано, квалифицировавшемуся на 1-м месте, со счётом 106:110. В общем итоге Кунда занял 13-е место.

## Образование
В 2012 году закончил Брестский государственный университет, факультет физического воспитания.